# Електростатика
Електростатика — розділ електрики, який вивчає взаємодію статичних тіл, тобто нерухомих електричних зарядів в електростатичному полі.

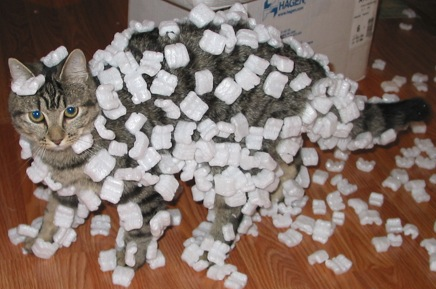
Електростатичний ефект: шматочки пінопласту чіпляється за котяче хутро через статичну електрику. Трибоелектричний ефект спричиняє накопичення електростатичного заряду на поверхні хутра внаслідок рухів кота. Електричне поле заряду викликає поляризацію молекул пінопласту через електростатичну індукцію, внаслідок чого пластикові частинки легко тримаються об заряджене хутро. Цей ефект також є причиною чіпляння легких речей за одяг.

«Статика» тут в певному розумінні означає нехтування динамічною складовою взаємодії електричних зарядів. Електростатика має справу з такими поняттями, як електричне поле (електростатичне поле), електростатичний потенціал, заряд, але не залучає до розгляду такі фізичні явища, як електричний струм та магнетизм.

## Основні поняття та закони електростатики

### Електричний заряд
Електричний заряд є фундаментальною властивістю елементарних частинок. Електричний заряд буває позитивним та негативним. Взаємодія частинок однойменного заряду призводить до їх відштовхування, різнойменного — до притягання.
Будь-який заряд є кратним елементарному заряду (заряду електрона), який дорівнює
{\displaystyle e=1,6\cdot 10^{-19}} Кл

### Закон Кулона
Кількісно, взаємодію заряджених тіл визначає основний закон електростатики — закон Кулона. Він справедливий для точкових зарядів, розмірами яких, за подібністю до визначення матеріальної точки в класичній механіці, можна знехтувати для даної фізичної задачі.
Математичний вигляд закону для двох точкових зарядів ({\displaystyle q_{1},q_{2}\,}) у Міжнародній системі величин (ISQ) такий:
{\displaystyle \mathbf {F} _{1}(2)={\frac {q_{1}q_{2}}{4\pi \varepsilon _{0}r_{12}^{2}}}{\frac {\mathbf {r} _{12}}{|\mathbf {r} _{12}|}}=-\mathbf {F} _{2}(1)},
де {\displaystyle \varepsilon _{0}} — електрична стала.
У системі СГС ця формула має вигляд:
{\displaystyle \mathbf {F} _{1}(2)={\frac {q_{1}q_{2}}{r_{12}^{2}}}{\frac {\mathbf {r} _{12}}{|\mathbf {r} _{12}|}}=-\mathbf {F} _{2}(1)}
Із закону Кулона виводиться теорема Гауса, зручніша для використання при знаходженні конфігурації електричного поля в багатьох електростатичних задачах.

### Напруженість електричного поля
Напруженість електричного поля — це його силова характеристика, що дорівнює силі, з якою поле діє на пробний одиничний заряд.

### Електричний потенціал
Електричне поле також зручно характеризувати електричним потенціалом {\displaystyle \varphi }, який дорівнює потенціальній енергії одиничного пробного заряду, поміщеного в дану точку простору.

### Фізичні тіла в електричному полі
Нейтральні тіла реагують на присутність зарядів по різному в залежності від їхньої здатності проводити електричний струм. У провідниках в електричному полі відбувається перерозподіл поверхневих зарядів. Це явище називається електростатичною індукцією. У рівноважному стані після затухання перехідних струмів всі точки провідника мають однаковий електростатичний потенціал — статичне електричне поле в провідник не проникає.
Діелектрики в електричних полях поляризуються. При цьому електричні поля проникають у діелектрик, але зменшуються. Сили, що виникають під час взаємодії двох електричних зарядів, поміщених в діелектричне середовище, дорівнюють:
{\displaystyle \mathbf {F} _{1}(2)={\frac {q_{1}q_{2}}{\varepsilon r_{12}^{2}}}{\frac {\mathbf {r} _{12}}{|\mathbf {r} _{12}|}}=-\mathbf {F} _{2}(1)} (система СГС).
Величина {\displaystyle \varepsilon }, що описує це зменшення, називається діелектричною сталою середовища.